# Lathyrus pseudocicera
Lathyrus pseudocicera là một loài thực vật có hoa trong họ Đậu. Loài này được Pamp. miêu tả khoa học đầu tiên.